# Contea di Greenup
La contea di Greenup in inglese Greenup County è una contea dello Stato del Kentucky, negli Stati Uniti. La popolazione al censimento del 2000 era di 36 891 abitanti. Il capoluogo di contea è Greenup e la città più popolosa è Flatwoods.